# Ismail Ahmed Ismail
Ismail Ahmed Ismail (Jartum, Sudán, 1 de noviembre de 1984) es un atleta sudanés, especializado en la prueba de 800 m en la que llegó a ser subcampeón olímpico en 2008.

## Carrera deportiva
En los JJ. OO. de Pekín 2008 ganó la medalla de plata en los 800 metros, con un tiempo de 1:44.70 segundos, llegando a meta tras el keniano Wilfred Bungei y antes que otro keniano Alfred Kirwa Yego (bronce).